# Mandylion

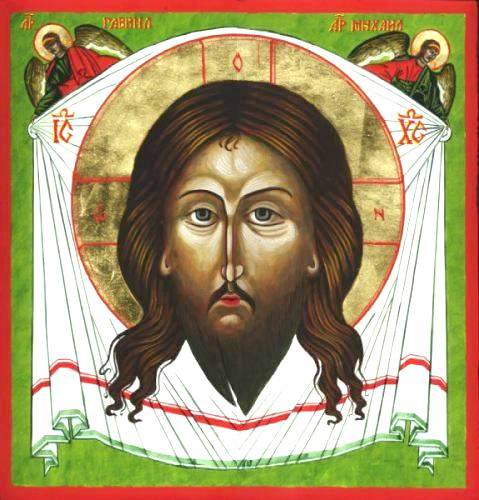
Współczesny mandylion ks. Jacka Wróbla SJ

Mandylion – występujący w ikonografii od VI wieku rodzaj acheiropoietosu. Nazwa pojawia się w źródłach począwszy od XII w., a wywodzi się od późnogreckiego mandilion – ręcznik, chusta, z łacińskiego manus („ręka”) + tergere („trzeć”).

## Zasady kompozycji
Mandylion przedstawia oblicze Chrystusa wpisane w nimb krzyżowy, ukazane na białej chuście, przymocowanej za dwa górne rogi. Centralnym elementem kompozycji jest zamyślone, niekiedy surowe, ale przede wszystkim nieskończenie miłosierne Oblicze Zbawiciela. Na jasnym tle chusty niemal idealnie symetrycznie po obu stronach głowy rozłożone są kosmyki długich włosów i brody. Wokół głowy Chrystusa znajduje się tzw. nimb krzyżowy, atrybut ikonograficzny przysługujący jedynie Zbawicielowi, przypominający o jego śmierci na krzyżu. Na nimbie wypisane są greckie litery oznaczające „Jestem Który Jestem” – imię Boga, przynależne też Boskiej naturze Chrystusa oraz skrót imienia IC XC (z języka greckiego Iesus Christos). Dopełniającym elementem są aniołowie, trzymający górne rogi chusty.

## Pierwszy mandylion

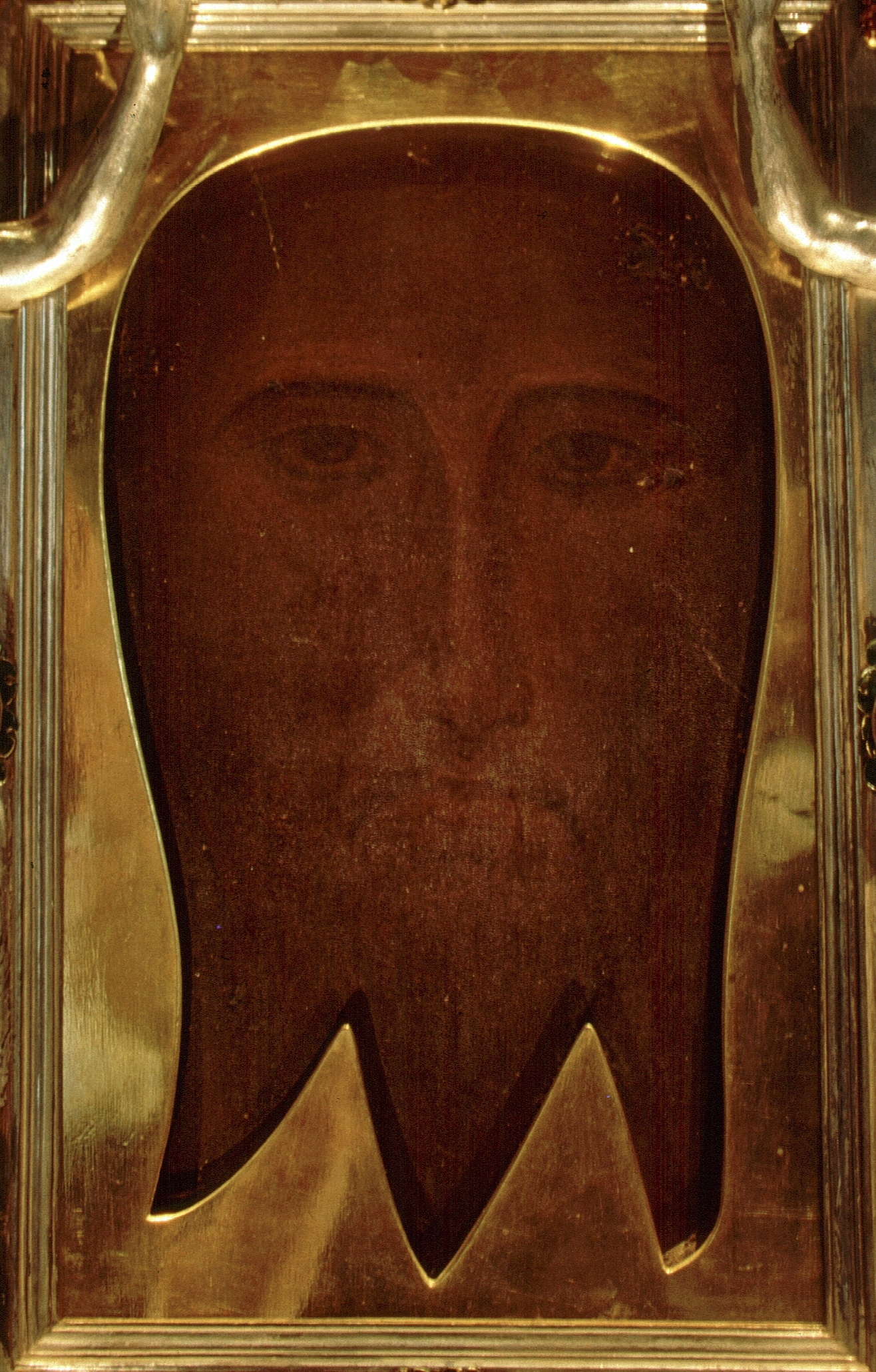
Mandylion z Edessy z prywatnej kaplicy papieskiej

Z powstaniem kanonu związana jest opowieść o królu Abgarze V, władcy Edessy, po raz pierwszy zanotowana przez Euzebiusza z Cezarei: kiedy zachorował na trąd, wysłał swego sługę Ananiasza, przez którego prosił Jezusa, którego sława uzdrowiciela była już wówczas głośna, aby przybył z Judei. Chrystus nie mógł jednak spełnić prośby króla, o czym zawiadamiał go w liście. Jezus obiecał też, że po jego śmierci do Abgara uda się jeden z jego uczniów (wspomina się Tadeusza), celem uzdrowienia władcy. W liście znajdowało się również zapewnienie, że Edessa nie zostanie nigdy zdobyta przez wrogów. Euzebiusz cytował tekst obu listów (Abgara do Chrystusa i Chrystusa do Abgara), które potem – często w nieco zmienionej wersji – krążyły po świecie chrześcijańskim w formie amuletów. Samą korespondencję uznano za apokryficzną już w dekrecie Gelazjusza.
W późniejszych wersjach legendy (począwszy od VI w.) wspomina się, że Abgar poprosił swojego wysłannika, aby w przypadku gdyby Chrystus nie mógł przybyć, sporządził jego portret. W Jerozolimie okazało się jednak, że posłaniec nie jest w stanie namalować oblicza Zbawiciela. Wówczas Chrystus przyłożył chustę do swojej twarzy i w ten sposób powstał portret, którego kontemplacja uzdrowiła króla.
Począwszy od VI w. w Edessie przechowywano przedmiot, utożsamiany z mandylionem. Powszechnie przypisywano mu cudowną właściwość ochrony miasta przed wrogami. W wielu przekazach mówi się o cudownym ocaleniu Edessy w czasie najazdu perskiego. Niedługo potem Edessa padła jednak łupem Arabów. W X w. ekspansję na wschód podjęło cesarstwo bizantyńskie; w 944 wojska Bizancjum stały pod Edessą. Cesarz Roman Lekapen zgodził się na odstąpienie od oblężenia, pod warunkiem wydania przez Arabów mandylionu. Cudowny wizerunek został z wielką pompą przewieziony do Konstantynopola, do którego wkroczył 15 sierpnia 944 r. O tych wydarzeniach opowiada tekst pt. Opowieść o wizerunku z Edessy autorstwa cesarza Konstantyna Porfirogenety.
W źródle tym zreferowana jest również „brakująca” część historii mandylionu. Wspomina się tam, że następca Abgara V, Ma’nu V bar Abgar (panował 50 – 57 n.e.) powrócił do pogaństwa, obraz został zamurowany w ścianie miasta, a o miejscu tym zapomniano. W czasie oblężenia Edessy przez króla Persów Chosreoesa (544), biskupowi edeskiemu zostało objawione miejsce w którym znajdował się obraz Nierukotwornoho. Kiedy rozebrano zewnętrzne murowanie, mieszkańcy zobaczyli nie tylko pięknie zachowaną ikonę, ale także odcisk liku na glinianej desce (czrepii), która zakrywała obraz. Od tego zdarzenie bierze początek wersja ikony Spas na czrepii, gdzie zamiast mandylionu twarz Zbawiciela przedstawiona jest na jednolitym tle o fakturze kamiennego muru lub drewnianej deski.
Na pamiątkę translacji do Konstantynopola ustanowiono święto ku czci Boskiego (Świętego) Oblicza, przypadające 16 sierpnia. Począwszy od X w. jest ono obchodzone przez chrześcijan obrządku wschodniego.
Relacje pielgrzymów i spisy relikwii wskazują na obecność mandylionu w Konstantynopolu aż do czwartej krucjaty. Miał on się znajdować w tzw. kaplicy Faros, w której cesarze bizantyńscy przechowywali zbierane przez siebie relikwie Chrystusa. Jego losy po zdobyciu i splądrowaniu Konstantynopola przez krzyżowców w 1204 nie są jasne. Istnieje kilka średniowiecznych tradycji i kilka współczesnych hipotez, co mogło się stać z mandylionem:
1. Mandylion znajduje się w spisie relikwii, które przekazane zostały francuskiemu królowi i kolekcjonerowi relikwii Ludwikowi Świętemu. Do rewolucji francuskiej w paryskiej kaplicy Sainte-Chapelle znajdował się przedmiot utożsamiany z mandylionem konstantynopolitańskim. Potwierdzają to spisy inwentarzowe kaplicy i rysunki znajdującego się tam relikwiarza.
2. Jednocześnie w Konstantynopolu najprawdopodobniej nadal przechowywano jakiś przedmiot, uważany za oryginalny mandylion, bowiem w XIV w. jeden z cesarzy bizantyńskich podarował doży genueńskiemu wizerunek mandylionu. Nie jest pewne, czy podarunek ten uważano za oryginał, czy też za kopię mandylionu konstantynopolitańskiego. Mandylion z Genui jest nadal przechowywany w tym mieście.
3. W Rzymie, w prywatnych apartamentach papieskich również przechowuje się pewną starą ikonę, której czas powstania trudny jest do określenia, a która wedle tradycji miałaby być oryginalnym mandylionem. Dzieje jej ewentualnego dotarcia z Edessy bądź Konstantynopola do Rzymu nie są jednak jasne.
4. Istnieje hipoteza (np. Iana Wilsona i innych), że zaginionym mandylionem jest tzw. Całun Turyński. Identyczność obu przedmiotów ma być argumentem za autentycznością Całunu. Hipotezy te nie znajdują poparcia wśród historyków i historyków sztuki, zajmujących się dziejami mandylionu, którzy wysuwają przeciw niej następujące argumenty: – Nie istnieje żadna tradycja starsza niż XX-wieczna, łącząca ze sobą te dwa przedmioty; – Istnieją tradycje wskazujące różne inne miejsca, gdzie może znajdować się mandylion edesseński/ konstantynopolitański (patrz wyżej); – Późnostarożytna i średniowieczna tradycja powstania mandylionu w żaden sposób nie łączy się z historią Grobu Pańskiego; – Mandylion edesseński pojawia się w źródłach dopiero w VI w., wcześniej zaś znana jest wyłącznie historia korespondencji pomiędzy Abgarem a Chrystusem. Wedle zatem wszelkiego prawdopodobieństwa właśnie w VI w. powstał pierwszy przedmiot uznawany powszechnie za mandylion. – W konstantynopolitańskich spisach relikwii, znajdujących się w kaplicy Faros wymienia się niezależnie od siebie mandylion, płótna okrywające ciało Chrystusa i chustę przykrywającą Jego twarz jako trzy odrębne relikwie.
5. Inna hipoteza łączy mandylion z niezwykłym obrazem, znajdującym się w miejscowości Manoppello we Włoszech (P. Badde). Jest to ikona przedstawiająca twarz Chrystusa, namalowana na niezwykle cienkim materiale, przepuszczającym światło. Kiedy spogląda się na ów wizerunek pod słońce, malowidło staje się niewidoczne. P. Badde twierdzi, że rysy Chrystusa na obrazie z Manopello, jego rysy na dwóch „zachowanych” mandylionach i na Całunie Turyńskim są identyczne i są rysami Jezusa z Nazaretu. Również ta hipoteza nie znajduje poparcia wśród naukowców.

## Inne mandyliony

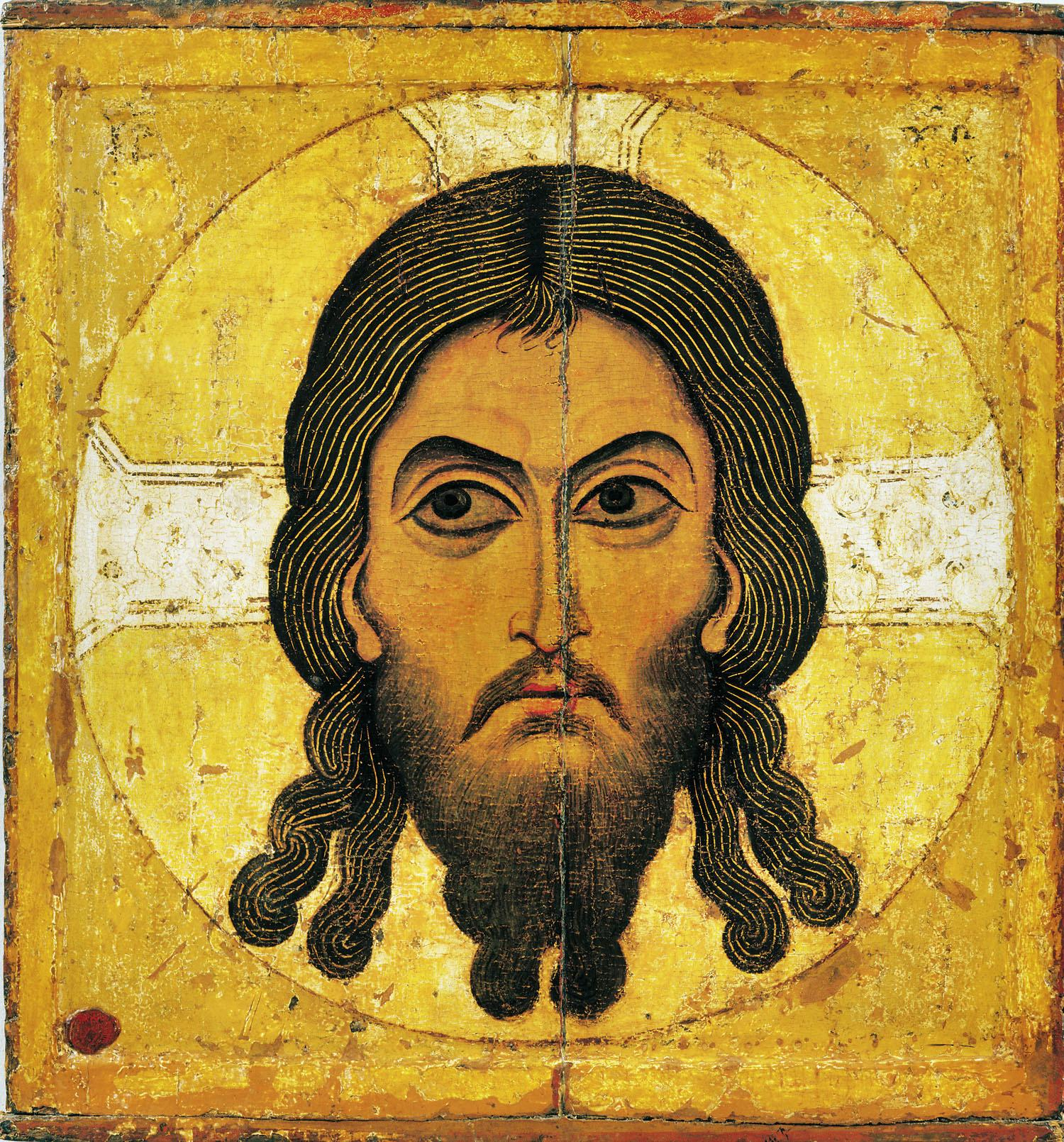
12-wieczny grecki Mandylion przedstawiajacy podobiznę Jezusa Chrystusa.

Na wzór pierwszego mandylionu, a raczej pod wpływem opowieści o nim powstały liczne przedstawienia mandylionu. Część z nich traktowana była jako wizerunki cudowne, a niektóre uważano w lokalnej tradycji za oryginały mandylionu (por. także wyżej).
Mandylion obecny był na sztandarach wojsk ruskich, co łączono z funkcją ochronną wizerunku. W tradycji prawosławnej mandylion zajął z czasem centralne miejsce w cerkwi, bezpośrednio nad Carskimi Wrotami.
Za najbliższe oryginalnemu wyobrażeniu uważa się Mandylion z kaplicy św. Matyldy w Watykanie oraz z kościoła św. Bartłomieja w Genui (napisany w 1384). Obie ikony napisane są na chuście, wzmocnionych drewnianymi ramami, mają jednakowy format (ok. 29x40cm) i pokryte są srebrną koszulką, przyciętą na konturach głowy, brody i włosów.
Przykładem acheiropoietosu jest też malowidło znajdujące się w kaplicy San Lorenzo na Piazza di Porta San Giovanni w Rzymie, naprzeciwko bazyliki laterańskiej na szczycie Świętych Schodów (Scala Sancta), które uważane są za schody, po których Chrystus prowadzony był na proces w domu Poncjusza Piłata. Malowidło to pochodzi zapewne z VI-VII w.
W monastyrze św. Katarzyny niedaleko góry Synaj przechowywana jest ikona złożona z dwóch współoprawnych desek. Wedle wszelkiego prawdopodobieństwa były to pierwotnie dwa skrzydła tryptyku. Na deskach wyobrażeni są u dołu czterej święci, zaś u góry uczeń Chrystusa Tadeusz oraz tenże uczeń wręczający mandylion Abgarowi. Wedle tezy K. Weizmanna, powszechnie przyjętej w literaturze przedmiotu, środkową część tryptyku stanowiło pierwotnie wyobrażenie mandylionu.
W Kościele katolickim odpowiednikiem mandylionu jest veraikon, czyli chusta świętej Weroniki, której tradycja pokrywa się miejscami z tradycją mandylionu. Pokrewnym przedmiotem jest również tzw. Całun Turyński.